# Nieuwe buren (televisieprogramma, 2016)
Nieuwe buren is een televisieprogramma uit 2016 van Fremantlemedia Belgium dat wordt uitgezonden op de Vlaamse zender VIJF met Karen Damen en James Cooke. In het programma moeten de twee een maand lang rondkomen met een leefloon en aan vrijwilligerswerk doen. 

## Concept
In 'Nieuwe buren' zeggen beste vrienden Karen Damen en James Cooke hun luxeleven voor 1 maand vaarwel. Samen verhuizen ze naar een sociale woning, waar ze samen moeten rondkomen met een leefloon van 768 euro netto. Hiernaast moeten de twee vrijwilligerswerk verrichten in o.a. verschillende rusthuizen. Het concept is vergelijkbaar met dat van Geer & Goor: Effe geen cent te makken, in de zin van dat ze van een beperkt maandbudget moeten leven.

## Ontvangst
Na de eerste uitzendingen werd het programma gematigd ontvangen door pers en armoededeskundigen. Katrien Verschoren van weekblad Humo gaf in haar recensie het programma 2,5 sterren op 5, met als grootste bedenking: "houdt armoede niet meer in dan naar de Kringwinkel gaan in plaats van naar de Deense designwinkel? Als je maar een maand ‘arm’ bent, kan je trouwens gerust alle grote onvoorziene kosten een maandje uitstellen. Fiets gepikt? Nog twee weken met de bus en dan zien we wel. Winterjas nodig? Nog een week drie truien over elkaar dragen en dan zien wel. In 'Nieuwe buren' leek armoede een puzzel (zo eentje voor kinderen vanaf 6 jaar) waarbij niet eens een paar stukjes ontbraken.". Armoededeskundigen Ann en Swa ergerden zich aan de uitspraken van Cooke en Damen en vonden het alcoholgebruik van de twee zeer stigmatiserend.
In de maand september werd het programma gemiddeld door 500.000 mensen bekeken en had het een marktaandeel van 35,5%.